# Henri de Contenson
 (octobre 2014).
 (avril 2022).
La mise en forme du texte ne suit pas les recommandations de Wikipédia : il faut le « wikifier ».
Les points d'amélioration suivants sont les cas les plus fréquents. Le détail des points à revoir est peut-être précisé sur la page de discussion.
- Les titres sont pré-formatés par le logiciel. Ils ne sont ni en capitales, ni en gras.
- Le texte ne doit pas être écrit en capitales (les noms de famille non plus), ni en gras, ni en italique, ni en « petit »…
- Le gras n'est utilisé que pour surligner le titre de l'article dans l'introduction, une seule fois.
- L'italique est rarement utilisé : mots en langue étrangère, titres d'œuvres, noms de bateaux, etc.
- Les citations ne sont pas en italique mais en corps de texte normal. Elles sont entourées par des guillemets français : « et ».
- Les listes à puces sont à éviter, des paragraphes rédigés étant largement préférés. Les tableaux sont à réserver à la présentation de données structurées (résultats, etc.).
- Les appels de note de bas de page (petits chiffres en exposant, introduits par l'outil «  Source ») sont à placer entre la fin de phrase et le point final[comme ça].
- Les liens internes (vers d'autres articles de Wikipédia) sont à choisir avec parcimonie. Créez des liens vers des articles approfondissant le sujet. Les termes génériques sans rapport avec le sujet sont à éviter, ainsi que les répétitions de liens vers un même terme.
- Les liens externes sont à placer uniquement dans une section « Liens externes », à la fin de l'article. Ces liens sont à choisir avec parcimonie suivant les règles définies. Si un lien sert de source à l'article, son insertion dans le texte est à faire par les notes de bas de page.
- La présentation des références doit suivre les conventions bibliographiques. Il est recommandé d'utiliser les modèles {{Ouvrage}}, {{Chapitre}}, {{Article}}, {{Lien web}} et/ou {{Bibliographie}}. Le mode d'édition visuel peut mettre en forme automatiquement les références.
- Insérer une infobox (cadre d'informations à droite) n'est pas obligatoire pour parachever la mise en page.

Pour une aide détaillée, merci de consulter Aide:Wikification.
Si vous pensez que ces points ont été résolus, vous pouvez retirer ce bandeau et améliorer la mise en forme d'un autre article.
Pour les articles homonymes, voir Contenson.
Henri du Bessey de Contenson, né le 4 mars 1926 dans le 16e arrondissement de Paris où il est mort le 8 septembre 2019,, est un archéologue français, directeur de recherche au CNRS.
Élève d'André Parrot, Raymond Lantier et André Leroi-Gourhan, il a été collaborateur puis directeur de nombreuses fouilles archéologiques au Proche-Orient de 1951 à 1976. Les résultats de ses travaux sont consignés dans de nombreuses publications.

## Biographie
Henri du Bessey de Contenson est issu d'une famille du Forez qui obtint moyennant finances des lettres de noblesse en 1696, mais qui furent toutefois révoquées en 1715, puis qui obtint des lettres d'honneur au parlement de Dombes en 1748. Il est le fils du général Stanislas de Contenson (sl) (1882-1959) et de Floride Geoffray, tertiaire dominicaine, et frère de Pierre de Contenson.
En 1936, sa vocation pour l’archéologie orientale naît en classe de 6e au lycée Gérôme de Vesoul (Haute-Saône), grâce au manuel L'Orient et la Grèce de la collection "Malet et Isaac", et au professeur d’Histoire et Géographie Jean Veyret (géologue, plus tard directeur de l’Institut de géographie alpine à Grenoble).
Il est élève agréé de l’École du Louvre entre 1948 et 1951 (archéologie orientale (André Parrot), archéologie préhistorique (Raymond Lantier)), puis, de 1951 à 1953, élève de l’École biblique et archéologique française de Jérusalem, boursier de l’Académie des inscriptions et belles-lettres pour l’année 1952-1953, remise d’un mémoire sur : Le Matériel chalcolithique des grottes de Murabba’at.
En 1955, il est diplômé de la Section supérieure de l’École du Louvre à la suite de la soutenance de la thèse mention Très bien avec éloges : La Céramique chalcolithique palestinienne d’après les découvertes récentes.
Expert-archéologue auprès du gouvernement impérial éthiopien et directeur des fouilles en Éthiopie (1956-1959), il est directeur de la Mission archéologique franco-syrienne de Damascène de 1963 à 1974 et de celle de Ras Shamra (Syrie) (Ougarit) de 1971 à 1973.
Au Centre national de la recherche scientifique :
- 1954 : stagiaire de recherche ; 1955 : attaché de recherche ; 1962 : chargé de recherche ; 1967 : maître de recherche ; 1976 : directeur de recherche ; 1992 : cessation d’activité.

Henri de Contenson fut membre, entre autres, de la Société préhistorique française (1947), de la Société asiatique (1960), des Amis du Dardon (1973), de la Société française pour les études éthiopiennes (1982), de la Société française d’histoire des religions (société Ernest-Renan) (1985), des Associations des danses macabres d’Europe (1993).

## Travaux sur le terrain
- 1949-1950 : prospections spéléologiques dans la vallée du Vicdessos (Ariège), conduisant à la découverte d’empreintes de pas préhistoriques inédites dans la grotte de Niaux.
- 1950-1951, 1954 : fouilles du Centre de Documentation et de Recherches Préhistoriques (André Leroi-Gourhan) à Arcy-sur-Cure (Yonne).
- 1951-1953 : fouilles de l’école biblique et archéologique française de Jérusalem (Roland de Vaux) à Qumran (Jordanie), conduisant à la découverte du rouleau de cuivre de la grotte Q3 (manuscrits de Qumran).
- 1953 : prospections pour le compte du Service des Antiquités de Jordanie dans les vallées du Yarmouk et du Jourdain, avec réalisation de trois sondages dans les sites de Tell esh-Shuna, Tell Abu Habil et Tell es Saidiyeh el-Tahta.
- 1954-1955 : fouilles de la Mission archéologique française en Israël (Jean Perrot) à Bir es-Safadi, près de Beersheba (Beer-Sheva).
- 1955 : fouilles de la Mission archéologique permanente au Liban (Maurice Dunand) à Byblos.
- 1955, 1957, 1958, 1960, 1961 : fouilles de la Mission archéologique française d’Enkomi (Chypre) (Claude Schaeffer).
- 1955-1956 : fouilles de la Mission archéologique française de Ras Shamra (Syrie) (Ougarit) (Claude Schaeffer).
- 1957-1959 : fouilles en Éthiopie : à Axoum (Aksoum), puis à Enda Cerqos, Ouchatei Golo et à Haoulti (Éthiopie). Ces recherches en Éthiopie ont marqué une parenthèse dans la carrière d'Henri de Contenson. Les fouilles à Axoum ont révélé un vaste bâtiment administratif contemporain des rois pré-chrétiens puis chrétiens dont elle était la capitale. Les trouvailles faites à proximité ont mis au jour divers monuments, en particulier un édifice religieux énigmatique à Ouchatei Golo et une église paléo-chrétienne à Mélazzo. Aux alentours de ce dernier site, les objets les plus spectaculaires proviennent du sanctuaire pré-chrétien de Haoulti. L'ensemble de ces découvertes a permis de préciser la périodisation de l'archéologie du Nord de l'Éthiopie.
- 1959 : fouilles de l’école biblique et archéologique française de Jérusalem (Roland de Vaux) à Tell el-Far’ah (Jordanie).
- 1961 : fouilles de la Mission archéologique française au Soudan (Jean Vercoutter) à Aksha.
- 1962-1963 : fouilles de la Mission archéologique française de Ras Shamra (Syrie) (Claude Schaeffer).
- 1963-1973 : fouilles de la Mission franco-syrienne de Damascène à Tell Ramad.
- 1965 : fouilles de la Mission franco-syrienne de Damascène à Bouqras.
- 1968 : fouilles de la Mission franco-syrienne de Damascène à Tell Khazzami.
- 1968-1970 : fouilles de la Mission archéologique française de Ras Shamra (Syrie) (Claude Schaeffer).
- 1971-1972 : fouilles de la Mission franco-syrienne de Damascène à Tell Aswad.
- 1974 : fouilles de la Mission franco-syrienne de Damascène à Tell Ghoraifé.
- 1971-1976 : fouilles de la Mission archéologique française de Ras Shamra (Syrie) (Henri de Contenson, puis Jean Margueron).
- 1979 : prospection archéologique dans la région du Nahr Sajour et du Haut Euphrate syrien (Paul Sanlaville).